# Dziesięciokąt
Dziesięciokąt, po grecku dekagon – wielokąt o dziesięciu (10) bokach. Suma miar wszystkich kątów w tej figurze wynosi 1440°.

## Dziesięciokąt foremny

Dziesięciokąt foremny

Jego kąty mają równe miary, po 144° każdy, a jego boki – jednakową długość, niżej oznaczaną przez {\displaystyle a.}
- Pole powierzchni dziesięciokąta foremnego określa wzór

{\displaystyle S={\frac {5}{2}}a^{2}\operatorname {ctg} {\frac {\pi }{10}}={\frac {5a^{2}}{2}}{\sqrt {5+2{\sqrt {5}}}}\approx 7{,}6942\cdot a^{2}}
- Długość promienia okręgu opisanego na dziesięciokącie foremnym wyraża się wzorem

{\displaystyle R={\frac {a}{2}}\left(1+{\sqrt {5}}\right)=a\varphi }
- Promień okręgu wpisanego w dziesięciokąt foremny ma długość

{\displaystyle r={\frac {a}{2}}{\sqrt {5+2{\sqrt {5}}}}}
- Bok dziesięciokąta foremnego jest złotą częścią promienia okręgu opisanego na tym wielokącie.

{\displaystyle a={\frac {R\left({\sqrt {5}}-1\right)}{2}}}
- Dziesięciokąt foremny jest możliwy do skonstruowania przy użyciu cyrkla i linijki (wynika to z tw. Gaussa-Wantzela).

Przykładowa konstrukcja dziesięciokąta foremnego